# Cung điện Uruski
Cung điện Uruski (tiếng Ba Lan: Pałac Uruskich) - một tòa nhà lịch sử, nằm trên phố Krakowskie Przingmieście ở Warsaw, Ba Lan.

## Lịch sử
Trước đây, ở vị trí của cung điện hiện tại có một cung điện Baroque được xây dựng vào giữa năm 1830-1840, được cho là của kiến trúc sư Jan Zygmunt Deybel, người cai quản của Kraków dưới thời Stanisław Poniatowski, cha của vua Stanisław August Poniatowski. Chính tại đây, Stanisław August đã biết rằng ông được bầu làm quốc vương của Khối thịnh vượng chung Ba Lan-Litva. Các cung điện sang tay nhiều lần, năm 1843 nó trở thành tài sản của Seweryn Uruski, nguyên soái của giới quý tộc của Warsaw Governorate, một cố vấn bí mật, và thị trưởng của phố Imperial. Uruski chọn phá hủy cung điện để mở đường cho một tòa nhà mới.

Dự án được ủy quyền bởi kiến trúc sư Andrzej Gołoński, người đã xây dựng cho tòa nhà mới theo phong cách kiến trúc Phục hưng. Công việc xây dựng kéo dài từ 1844 đến 1847. Trong những năm 1893-1895, cung điện được cải tạo dưới sự chỉ đạo của Józef Huss, người đã xây dựng một ngôi nhà mới ở phía bắc. Cung điện đã bị thiêu rụi trong cuộc nổi dậy Warsaw. Sau năm 1947, cung điện trở thành tài sản của Đại học Warsaw. Cung điện được xây dựng lại (1948-1951) và đã được sửa đổi, cụ thể là không có cổng vào ở phía bắc. Hiện tại, cung điện là trụ sở của Khoa Địa lý và Nghiên cứu Khu vực của Đại học Warsaw. 

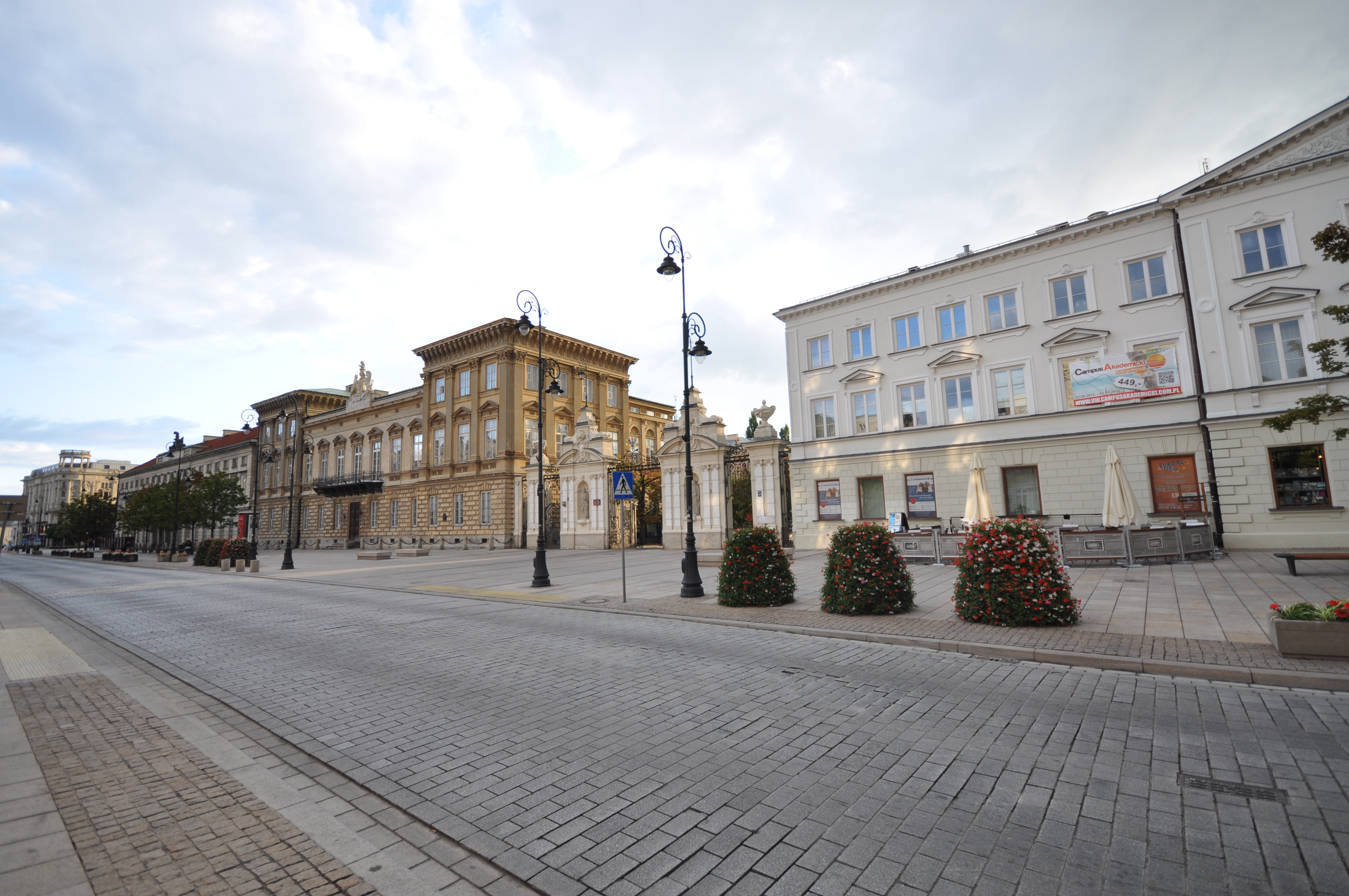
Cung điện Uruski nhìn từ Krakowskie Przingmieście
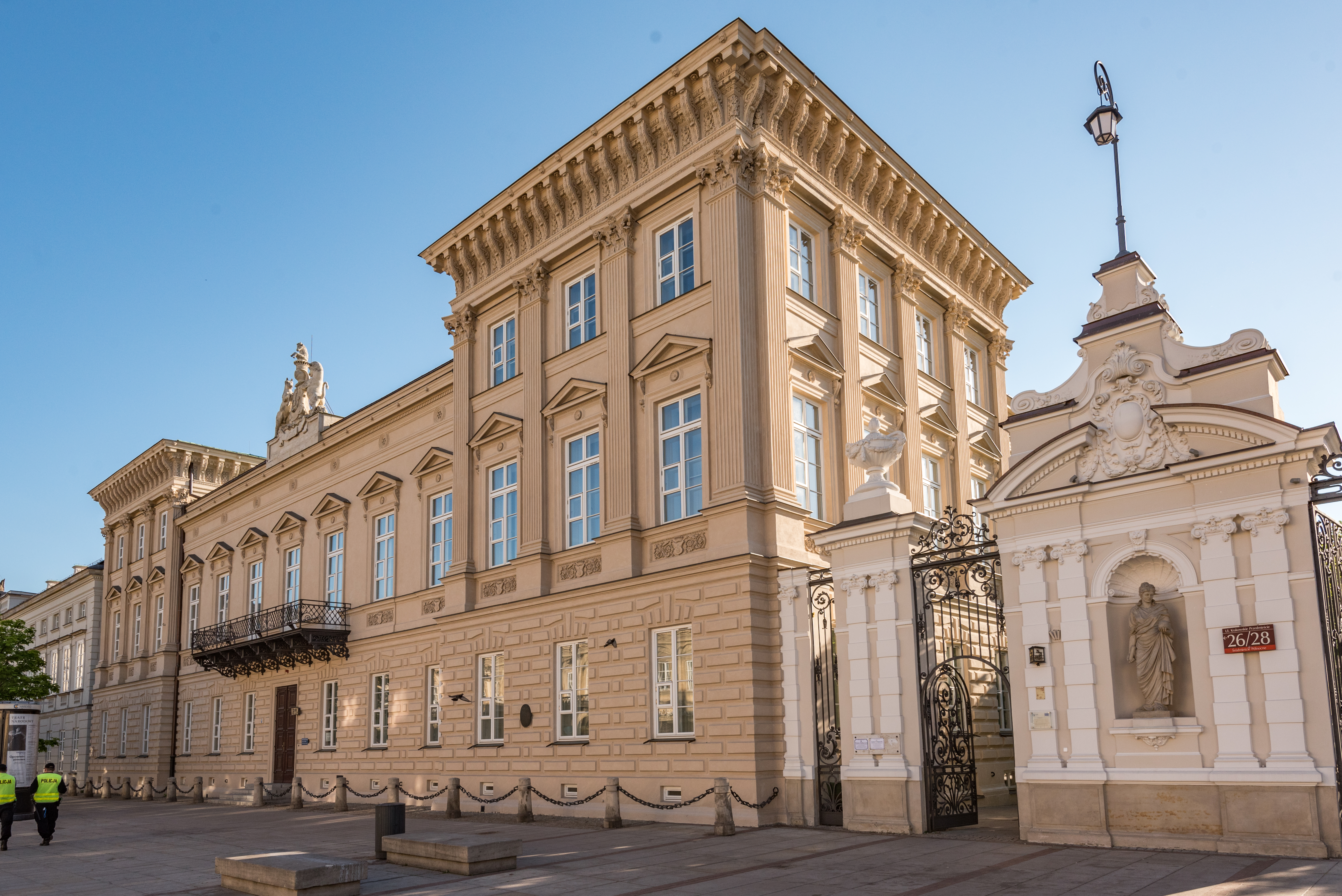
Cung điện Uruski và Đại học Warsaw Gatehouse
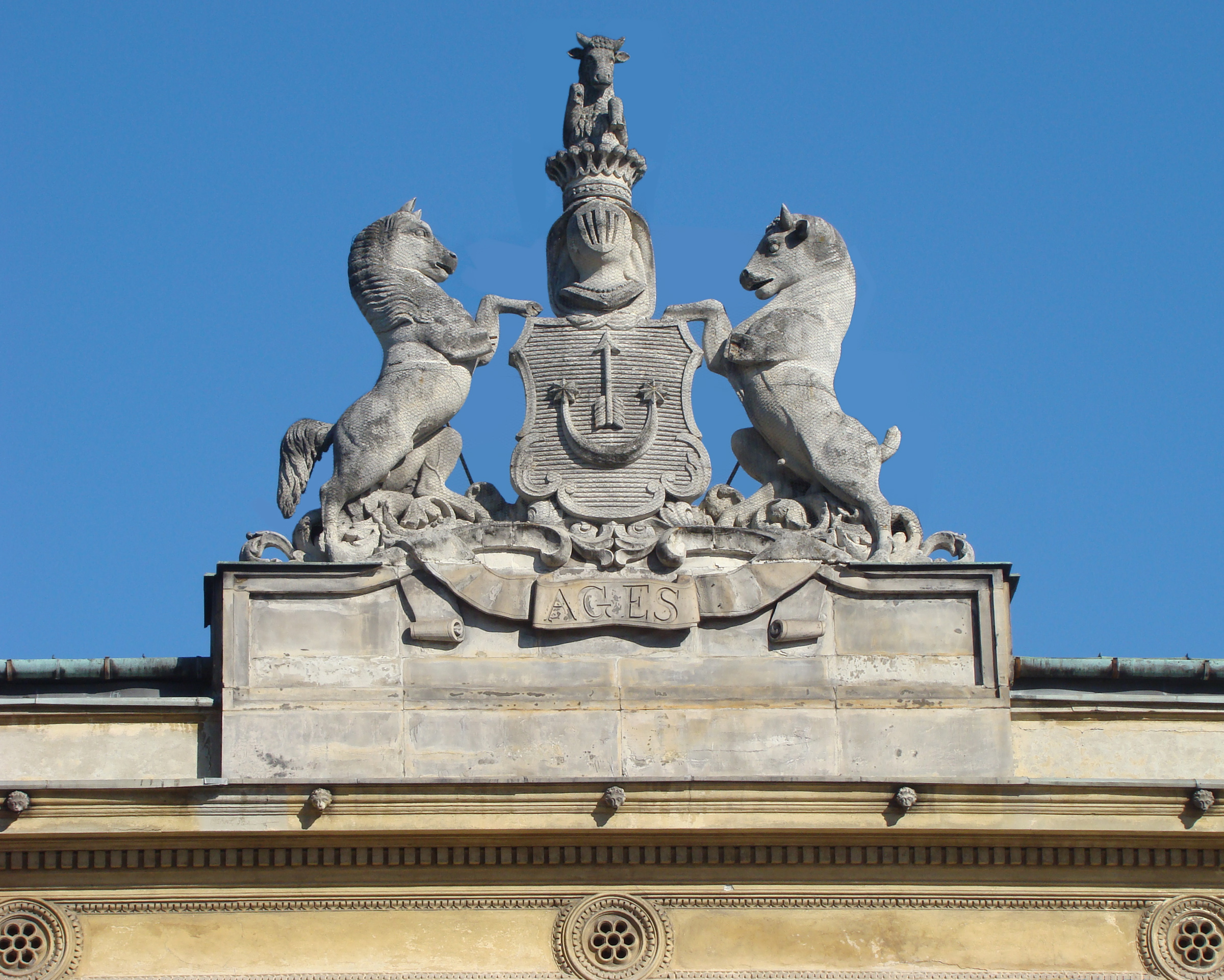
Cartouche trên đỉnh Cung điện Uruski